# Georges Biassou
George Biassou (1 de enero de 1741, Haití – 14 de julio de 1801, San Agustín, Florida española) fue un prócer de la independencia haitiana y el primer líder de los esclavos rebeldes de Haití.

## Biografía

### Primeros años
George Biassou nació  en 1741, al oeste de la isla de La Española, en el Cabo Haitiano.
Sus padres fueron exportados como exclavos desde África para trabajar como mano de obra forzada en la colonia, que era, en aquel momento, la  más lucrativa del mundo. Bissau fue esclavo de Los Padres de la Caridad, residentes cerca del Cabo, trabajando en plantaciones de azúcar.
Los dueños de las plantaciones eran muy violentos con sus esclavos. En agosto de 1791, miles de esclavos maltratados se levantaron y se enfrentaron contra los blancos.  Biassou, que tenía en aquel momento  cincuenta años, se unió a ellos y pasó a asumir rápidamente  la jefatura rebelde con Jean Francois.  Biassou envío a 40.000 ex esclavos, para que quemaran las plantaciones y asesinaran a los blancos.  Mientras esto ocurría,  Biassou se  alimentó del espíritu de sus seguidores nacionales a través de las prácticas religiosas africanas que había heredado de sus padres. 
En cuatro años de guerra, Biassou desarrolló una importante  reputación que provocó el desarrollo de  leyendas sobre su persona.  
Biassou y Francois negociaron con el gobernador de Francia proponiendo abandonar la guerra a cambio de la obtención de la libertad de los esclavos y los derechos humanos básicos promovidos por la Revolución Francesa.  El gobernador, sin embargo, rechazó dichas ofertas bajo la excusa de que esta estaba demasiado ocupada declarando la guerra a España. Dado que la isla de la Española, además de poseer una parte francesa, tenía también una  parte española,  estos esclavos decidieron luchar contra los franceses uniéndose  al bando oriental (el bando español).  Allí, el gobernador español García reclutó a los esclavos rebeldes, ofreciendo a los líderes de la revolución haitiana libertad para ellos y sus familias y posiciones en el ejército de Santo Domingo en la guerra contra Francia.  El gobernador  les dio armas, suministros, ropa, salarios y la nacionalidad española. Jean - Francois Papillón, Biassou, y su ayudante Toussaint L'Ouverture recibieron medallas de oro y cartas de agradecimiento y confianza por parte del gobierno español. Además, Biassou fue reconocido como "Caudillo de los Auxiliares Negros de Carlos IV" en Santo Domingo y "Virrey de los territorios conquistados".

### La lealtad a España
Biassou codiciaba su cargo y salario. Él demostró su lealtad a la corona española un año más tarde, en 1794, cuando, tras la promesa de la Corona francesa de liberar a los esclavos de Haití, Toussaint devolvió la lealtad a Francia y retiró una parte de los auxiliares negros de la zona para centrarse en la liberación de los esclavos de la parte oriental de Santo Domingo.  Biassou y Papillón no querían arriesgar su nueva independencia y  permanecieron leales a España, aunque esto significó una  larga lucha contra Toussaint y otros  rebeldes.  
Aunque el gobernador García les estaba agradecido por sus hazañas en la guerra contra Francia, cuando esta terminó, pensó en  que hacer con su súbditos haitianos: Estaban armados, y eran mucho más violentos que lo que exigían las normas del ejército español.  Temía especialmente a Jorge Biassou.  
Los auxiliares negros fueron disueltos y enviados fuera de la Española con tanta rapidez que Biassou no tuvo tiempo de vender su propiedad o encontrar a su madre.  Bissau y veinticinco de sus seguidores fueron ordenados a marchar a San Agustín (Florida). Bissau se trasladó a Florida con su familia (incluyendo su mujer, Romana Jacobo) y sus seguidores en 1795 y, allí, él se renombró como "Jorge" Biassou (en vez de mantener la versión inglesa de su nombre, "George"), un ciudadano libre español. El gobernador español lo puso a cargo de la milicia negra en Florida. Biassou comenzó a establecer alianzas allí cuando su cuñado se casó con una fugitiva de Carolina del Sur (el gobierno de Florida había permitido el asentamiento allí de plantadores y esclavos de las colonias británicas durante la Revolución Americana). Se convirtió en uno de los hombres más ricos de  la ciudad, solo por detrás del gobernador de la misma, Juan Nepomuceno de Quesada. 

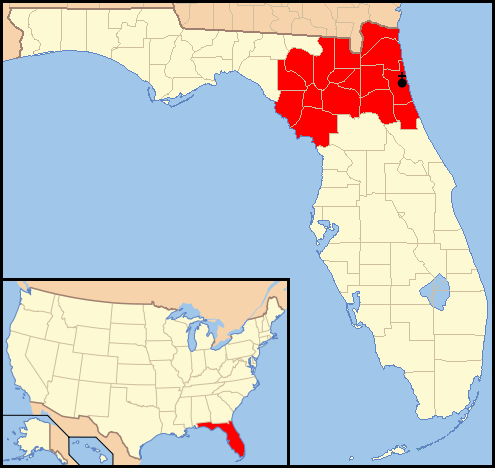
La diócesis de San Agustín, Florida

Sin embargo, a pesar de esto, su salario se quedó corto respecto a  lo que La Habana le había prometido, debido a la frecuente imposibilidad de San Agustín para cubrir la nómina.  Además, el general sólo estaba al mando de una pequeña milicia negra de Fort Matanzas, no de  un ejército de miles de personas.  Por no hablar de que la escasez económica  eran habitual en San Agustín.  Por todo ello, su salario se fue reduciendo cada vez más. 
Pidió reembolsar  gastos, con la esperanza de que el dinero se pudiera encontrar en alguna categoría del presupuesto. Biassou presentó dos peticiones de compensación adicional para apoyar a sus seguidores, los  veinticinco hombres que habían luchado por España a su lado.  Buscó financiación del gobierno para recuperar a su madre y a otros seguidores empobrecidos por  la guerra de Saint-Domingue y para apoyar un segundo hogar para su esposa cuando ella se mudara a La Habana.  El dinero que obtuvo para desarrollar una plantación para sus aliados fue menor que la  tasa prometida, siendo insuficiente para llevar a cabo dicha plantación. Necesitaba que le pagaran más. 
Tampoco cuando algunos profesionales les entregaron  trabajos  burocráticos, sus aliados fueron tenidos en cuenta.  Frustrado, él violó la cadena de mando y solicitó a La Habana que corrigiera al gobernador Quesada de San Agustín, e incluso pidió que el gobernador de Santo Domingo, García, fuera despedido.  A su vez, los gobernadores se quejaron constantemente a La Habana, frustrado por la audacia de Biassou.  Sin embargo, la alteración de  este general podría desencadenar una revuelta de esclavos en San Agustín. Por ello, para asegurarse que esto no ocurría,  los gobernadores locales mantuvieron una comunicación de respeto con él.

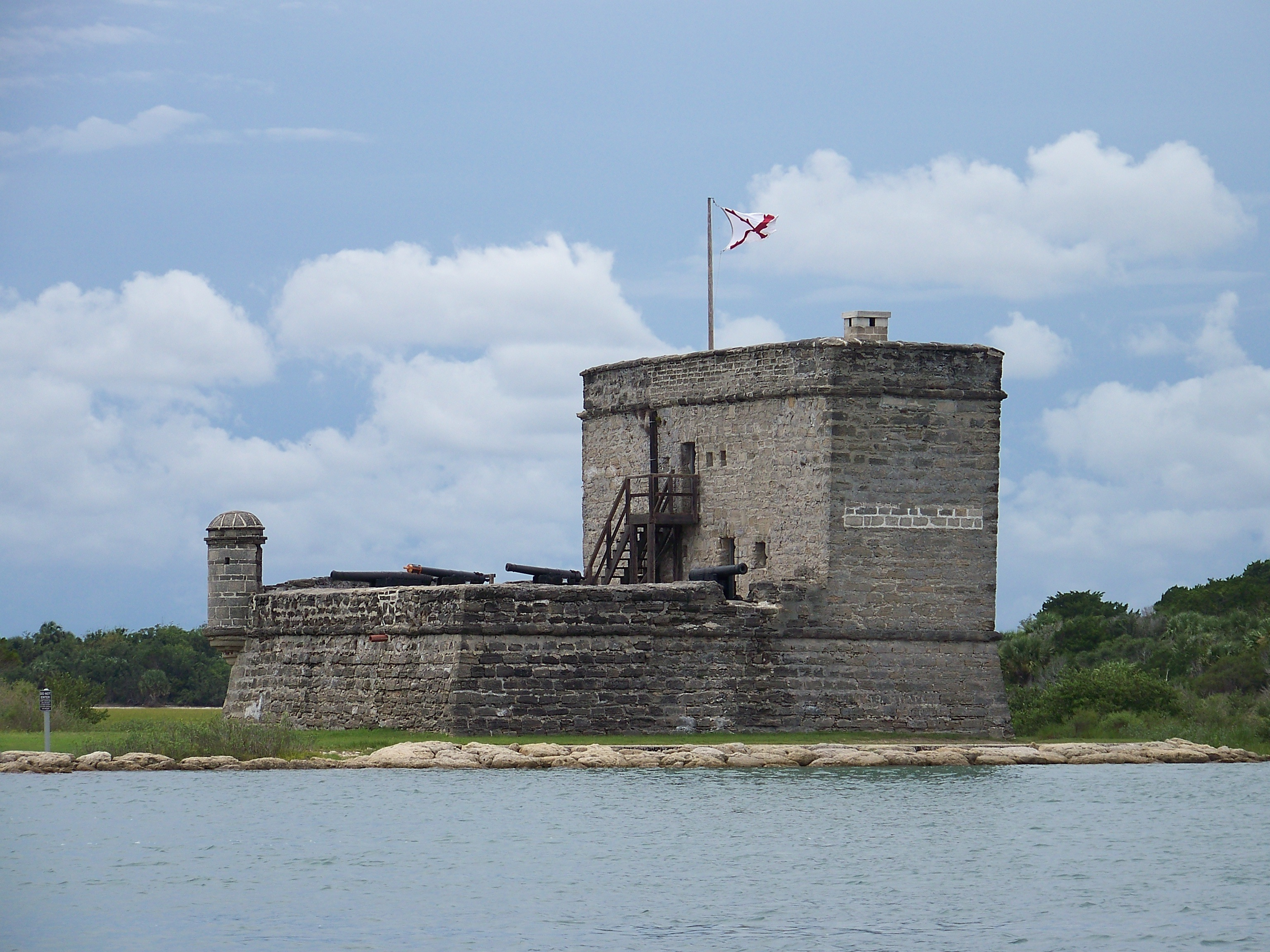
Fuerte Matanzas, San Agustín. En la foto en 2012.

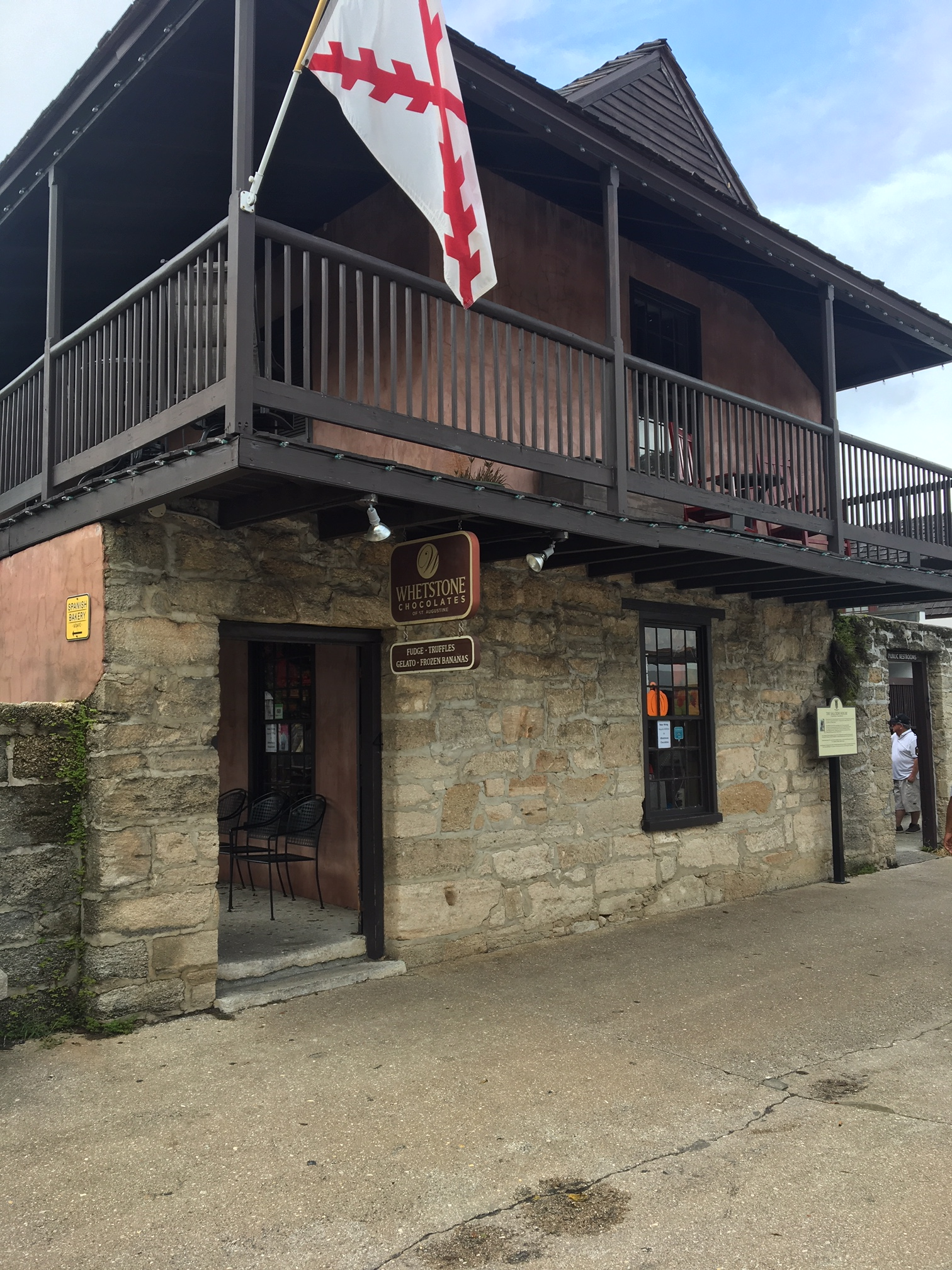
Casa Salcedo, San Agustín. En la foto en 2018.

### Últimos años
A pesar de la tensión y la cada vez más profunda deuda que tenía, Jorge Biassou sirvió en el ejército militar de San Agustín durante cinco años. Murió en julio de 1801 a la edad de sesenta años, habiendo logrado diez años de libertad.

## Después de su muerte
Tras su muerte, el Tesorero liquidó las pensiones, e incluso la Medalla de oro de Biassou para pagar las deudas del general. Su esposa y sus hermanas consiguieron subvenciones de las autoridades españolas en La Habana. 
En San Agustín, surgió un importante  reconocimiento de la posición general de Biassou como un oficial condecorado de España, sin distinciones raciales. El Padre O'Reilly lo honró con una misa católica que incluye canto, campanas, velas e incienso.  El Gobernador Blanco acompañó el cortejo fúnebre al cementerio de la iglesia con tambores y una guardia negra de honor.  
Jorge Biassou está enterrado en el cementerio de Tolomato, donde la mayoría de las lápidas eran de madera y han desaparecido desde hace mucho tiempo. La ubicación exacta de su tumba se desconoce.  En agosto de 2009, el embajador de EE. UU. en Haití, Raymond Joseph, visitó San Agustín para crear conciencia sobre el patrimonio haitiano-estadounidense.  La comitiva de los haitianos y estadounidenses viajaron a la casa de Biassou y al cementerio.  El Embajador y el senador Tony Hill colocaron una ofrenda floral delante de la capilla en el cementerio para honrar al militar haitiano.
Se erigió también una estatua de Jorge Biassou en tamaño natural en la ciudad de San Agustín por ser el más alto oficial "español" durante la década de 1800.